# Cisticola chubbi
Cisticola chubbi е вид птица от семейство Cisticolidae.

## Разпространение
Видът е разпространен в Бурунди, Република Конго, Демократична република Конго, Руанда, Танзания и Уганда.